# 7,62×40mm Wilson Tactical

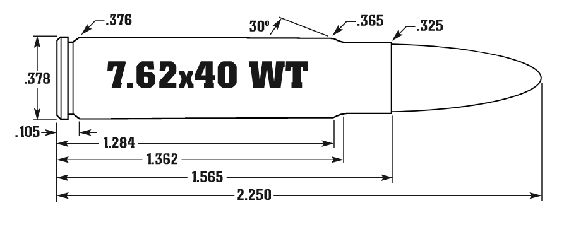
Diagrama de um 7,62×40mm WT.

O 7,62×40mm Wilson Tactical (7,62×40mm WT) é um cartucho de fogo central para rifles lançado em 2011 pela Wilson Combat.
O objetivo era produzir um cartucho de caça de calibre .30 preciso e de baixo recuo, que pudesse ser usado em rifles do tipo AR-15, usando o maior número possível de componentes padrão.

## Projeto
O 7,62×40mm WT (Wilson Tactical) é um cartucho do tipo "wildcat" baseado no calibre 7,62×40 mm, onde o ombro do WT foi movido ,003 polegadas (0,0762 milímetros) para frente e a boca tornada ,001 polegadas (0,0254 milímetros) maior para admitir tolerâncias de produção em massa enquanto permanecia dentro da tolerância do ferramental de matriz de recarga original do 7,62×40 mm. O estojo do calibre "pai", o 5,56×45mm NATO, foi cortada para 1,560 polegadas (39,6 milímetros) e redimensionada com uma matriz de dimensionamento de 7,62×40 mm. O comprimento total do estojo após o encurtamento e redimensionamento é de 1,565 polegadas (39,8 milímetros). O cartucho foi projetado para usar balas de ,308 polegadas (7,82 milímetros) de diâmetro em pesos entre 110 grãos (7,13 gramas) e 150 grãos (9,72 gramas), com uma taxa de torção padrão de 1:12". A Wilson Combat afirma que balas mais pesadas podem ser usadas em canos com uma taxa de torção de 1:8 para cargas subsônicas.